# 北見丸
北見丸（きたみまる、KITAMI MARU）は、運輸省鉄道総局ならびに日本国有鉄道（国鉄）が青函航路で運航した車両渡船で、姉妹船には日高丸（ひたかまる、HITAKA MARU）があった。両船は太平洋戦争末期に壊滅的被害を受けた青函航路の貨車航送能力回復のため、GHQの許可を1946年（昭和21年）7月に得て建造された。1954年（昭和29年）9月の洞爺丸台風により、両船とも沈没したが、日高丸のみ浮揚後、修復、再就航し、1969年（昭和44年）9月まで運航された。

## 北見丸・日高丸建造の経緯
戦時中より建造中であった、車両渡船 第十二青函丸 、石狩丸（初代）を含む、いわゆる“続行船”の竣工後をにらみ、日本政府がGHQに出していた大量の新造船建造申請は、1946年（昭和21年）1月、ことごとく却下された。しかし、戦災で著しく落ち込んだまま一向に回復しない青函航路の貨車航送能力は、北海道に進駐するアメリカ軍自身の物資輸送にも支障をきたすところとなり、1946年（昭和21年）7月に至り、青函連絡船では、 車載客船4隻、車両渡船4隻の建造計画が許可された。
この車両渡船4隻のうち、2隻がW型戦時標準船の基本設計をほぼそのまま引き継ぎ、戦時中からW型戦時標準船を連続建造していた浦賀船渠で建造された。この2隻が北見丸と日高丸（初代）であった。残りの2隻は、同様にH型戦時標準船の基本設計を引き継ぎ、やはりH型戦時標準船の建造を手がけた三菱重工 横浜造船所で建造された十勝丸（初代）と渡島丸（初代）であった。

## 概要
北見丸と日高丸（初代）は、1946年（昭和21年）9月と1947年（昭和22年）2月に起工され、1948年（昭和23年）2月と10月に就航した。両船ともデッキハウス設置のない車両渡船で、ボイラーは太平洋戦争開戦前に起工された第四青函丸並みの過熱器付き円缶6缶に戻り、煙突も4本になった。なお、ボイラー6缶搭載するにあたり、ボイラー室が戦後竣工のW型第十一・第十二青函丸やH型石狩丸（初代）と同様、戦時中竣工のW型第五～第十青函丸より後方へ延長されたため、煙突位置も、第十一・第十二青函丸や石狩丸（初代）とほぼ同位置で、後ろ4缶のボイラーからの排煙用の後ろの煙突2本が、前2缶からの排煙用の前の煙突2本より太く造られていた。タービンも戦時標準型ではない高低圧タービン2筒式が採用され、プロペラも互いに外転する通常の形に戻され、船底も二重底にするなど、一応平時仕様で建造された。また発電機も従来のW型青函丸の50kVA　2台から、同3台に増強され、これら2隻就航後は、戦時中竣工、ならびに続行船として戦後竣工したW型、H型各船も、戦後建造のこれらW型H型船並みへの改装工事が行われたが、戦後間もないこの時期製造の船体や機械部品には、材料、工作とも良好でないものも多く、後年さらに取り換えられた物も多かった。
車両積載数は、W型戦時標準船同様ワム換算44両であったが、この2隻も含め当時運航中の全てのW型船では、1952年（昭和27年）以降にはワム換算46両積載可能とされていた。
国鉄部内では、基本設計が共通の 第六青函丸以降のW型戦時標準船と合わせて、「青函型船」あるいは「W型船」と分類され、この2隻だけの分類区分はなかった。　一方、ボイラー6缶、煙突4本の車両渡船という括りで、同時期に建造されたH型の十勝丸（初代）、渡島丸（初代）の2隻も含めた4隻を「北見丸型」と分類することもあるが、これらH型2隻は博釜航路用として、W型の車両甲板船首部幅を狭めて凌波性の向上を図った船型のため、新造時の車両積載数は2両少ないワム換算42両であった。
なお、第五青函丸以来、W型H型各船では、前後のマストはともに3本足の三角トラス構造を採用して来たが、日高丸（初代）の前部マストのみ通常形の柱1本で、その基部の航海船橋には操舵室後ろに隣接した無線通信室があり、操舵室との行き来が可能であった。

## 洞爺丸台風
1954年（昭和29年）9月26日の洞爺丸台風では、これら2隻はともに沈没してしまった。

### 北見丸沈没
北見丸は9月26日15時20分、函館有川桟橋の函館第3岸壁発の94便として出航準備中の15時00分頃、国鉄気象電報による暴風雨警報や他船の動静を検討した結果、青森までの運航は困難と判断し、一時避泊のため貨車46両積載で15時17分、同岸壁を離岸し、15時30分、防波堤外の西防波堤灯台257度1.2海里に右舷投錨錨鎖長200mで錨泊した。その後、荒天準備として、車両緊締具増し掛け、諸開口の蓋密閉、移動物の固縛などを施行した。17時00分頃は一時平穏な天候であったが、18時00分頃からは南寄りの風が強くなり、19時00分頃からは船体が左右に振れ回り、横揺れ左右20度を越えるようになり、船首を風に立てるため主機運転開始した。
19時30分には船体の縦揺れ、横揺れとも更に大きくなり、車両甲板船尾開口部から大量の海水が打ち込み、滞留し、その下の機械室、ボイラー室への流入が始まった。20時00分頃には風速40mにもなり、走錨で七重浜1海里まで接近し、このまま錨泊を続けるのは危険と考え、踟蹰するため揚錨しようとしたが、船首甲板への波浪の打ち上げも激しく、揚錨に難渋した。20時20分、最大瞬間風速48mにもなり、車両甲板上の海水滞留増加し、機械室、ボイラー室のビルジも増加、片舷に7～8度傾斜したまま、左右に20～30度動揺しだし、ボイラー焚火も困難を極めたが、蒸気圧維持可能で、両舷主機毎分130回転に調整できた。20時13分以降は通信途絶した。
21時15分、ようやく右舷錨鎖を75mまで巻き込み、両舷機前進とし踟蹰開始。21時50分には、ヒーリング装置を使用して約10度あった左舷傾斜の修正を行ったが、水平を通り越して、22時10分には右舷傾斜となり、車両甲板の滞留水やボイラー室、機械室内のビルジが右舷へ移動し、さらに右舷へ急激に傾斜、ボイラー室のビルジが水密辷戸（すべりど）の敷居越に大量に機械室へ流入し、22時30分には ボイラー焚火不能、蒸気圧低下、主機停止、その直後積載車両横転し、右舷へ転覆、沈没してしまった。葛登支岬灯台から真方位89度、2.9km、水深約50mの地点、乗組員76名中70名が亡くなった。

### 日高丸沈没
日高丸（初代）は9月26日11時20分、81便として貨車43両積載し、青森第3岸壁を出航、海峡は東の風23m、波6の荒天航海で、定刻15時50分函館有川桟橋の函館第4岸壁到着のところ、約40分遅れで北口から入港したが、東風強く着岸断念し、16時33分有川埠頭沖の防波堤内の西防波堤灯台真方位84度、900m地点で両舷錨鎖175mで錨泊した。17時00分頃は平穏で沖泊めのまま乗組員交代を行ったが、18時00分頃からは南寄りの風が強くなり、19時00分には南南西の風30mとなり、19時20分には錨鎖を両舷200mまで伸ばし19時30分には、船首を風に立てるため主機運転を開始した。
この頃、無動力で防波堤内を走錨していたイタリア船籍の修繕船アーネスト号（7,341総トン）を避けるため、防波堤外へ出ようとする大雪丸（初代）が日高丸（初代）の目前を通過した。20時00分頃には風は更に強まり、両舷全速前進でも、徐々に有川埠頭方向へ走錨し、またアーネスト号に接触される恐れもあるため、21時15分、防波堤外へ出ることを決断し揚錨開始。21時45分揚錨完了して防波堤外へ向け前進し、21時58分、港口通過した。
しかし、防波堤外の波浪は猛烈を極め、船体は激しく動揺し、22時10分には車両甲板船尾開口部からの大量の海水浸入が始まり、これがボイラー室、機械室へも流入した。22時17分には前方で錨泊中の十勝丸（初代）から無線電話で、「本船浸水はなはだしくなり、缶も焚けず、電気も消え、沈没寸前にあり、本船に近寄るな」との連絡が入り、風波のため操船が思うようにできない日高丸（初代）は、この前方の十勝丸（初代）を避航できそうにないため、22時25分、 防波堤外の西防波堤灯台から磁方位西約0.9海里付近に錨泊。右舷錨を投錨中、左舷側方50m付近に船首部船底を海面上に出して転覆している沈船（後に第十一青函丸と判明）を発見、全速後進して錨鎖を全長の250mまで伸ばしきってこれを避けた。
しかしこの沈船に接近し過ぎるため、機関を使用して船首を風波に立てることができず、浸水量はますます増加し、横傾斜は右舷約20度で、船首が若干突込み体勢となり、使用可能缶も2缶となった。防波堤内に戻るも、七重浜に座礁させるもボイラー使用可能なうちの揚錨が必要なため、23時00分、錨を捨てる決断をし、23時35分頃、錨鎖庫の止め金具を外して錨鎖切断し、機関全速前進発令したが既に機関は停止状態であった。これと前後する23時34分、SOSを発信し、全員退船命令が発せられ、23時43分頃、積載車両右舷側へ転倒とともに右舷へ転覆、沈没、函館港西防波堤灯台より真方位264度1530m、水深20mの地点であった。乗組員76名中56名が亡くなった

### 車両渡船沈没の原因と対策
洞爺丸台風来襲当夜の函館湾の波は、高さ6m、波周期9秒、波長約120mと推定され、当時の青函連絡船の水線長115.5mより僅かに長く、このような条件下では、たとえ船首を風上に向けていても、縦揺れにより船尾を勢いよく波の中に突っ込んだとき、その勢いで海水が車両甲板船尾のエプロン上にまくれ込んで車両甲板上に流入し、船尾が上がると、その海水は船首方向へ流れ込み、次に船尾が下がっても、この海水は前回と同様のメカニズムで船尾から流入する海水と衝突して流出できず、やがて車両甲板上に海水が滞留してしまうことが事故後の模型実験で判明した。
その量は、車両甲板全幅が車両格納所となっている北見丸・日高丸（初代）と準同型の十勝丸（初代）の模型での実験では、貨車満載状態で、停泊中であれば、波高6m、波周期9秒で400トンに達し、波高7m、波周期9秒では転覆した。また檜山丸型の放水口省略タイプの模型実験では、波高6m、波周期9秒で900トンに達した。いずれの場合も波周期が9秒より短くても長くても、車両甲板への海水流入量は急激に減少することも判明した。これらより、車両甲板全幅が車両格納所となっている車両渡船では、車両甲板上に滞留した海水は自由水として傾いた側の舷側まですばやく流れるため、貨車満載状態で停泊中であれば、波周期9秒、波高6mが転覆するか否かの臨界点で、波高6.5mでは海水滞留だけで転覆してしまうとされた。さらに、石炭焚き蒸気船では、車両甲板から機関室（機械室・ボイラー室）への開口部が多数あり、滞留した海水が機関室へ流入して機関停止し、操船不能となったことも沈没の要因とされた。
これらの浸水への対策として、車両甲板面機関室開口部の水密性が確保されている限り、車両甲板船尾側面への多数の放水口設置で、車両甲板上に流入した海水を迅速に船外へ流出させることができ、船尾扉なしでも安全性の確保されることが明らかとなった。このため洞爺丸台風後、急遽建造に着手され、1955年（昭和30年）9月に竣工した車両渡船檜山丸（初代）で初めてこの方式が採用され、日高丸（初代）もこの方式で修復工事が進められた。

## 北見丸廃棄と日高丸修復工事
1954年（昭和29年）10月に行われた沈没した青函連絡船の潜水調査では、北見丸、日高丸（初代）はともに浮揚後修復再使用の見込みであった。しかし、北見丸は沈没位置の水深が53mと深く、浮揚工事は当初予定より約1年遅れて、1956年（昭和31年）8月1日主船体引き揚げ完了、8月16日には浮揚工事は完全に終了した。しかし船体損傷甚大で修復工事は断念された。
一方、日高丸（初代）は1955年（昭和30年）7月30日には引き揚げ完了し、8月26日函館ドックへ入り、修復工事に着手した。
車両甲板より上は喪失しており、喪失部分は全くの新造となった。車両甲板は檜山丸型にならい、レールを薄い鋼板を介して車両甲板に溶接することで枕木を廃し、その分、軌道面を下げて車両甲板から船橋楼甲板までの高さを従来より20cm低い4.8mとした。さらに甲板室も、従来遊歩甲板にあった高級船員室の一部を船橋楼甲板へ下げ、重心の低下を図ったが、無線通信室は日高丸（初代）では従来通り、操舵室との連携を考慮し、航海船橋操舵室後ろに隣接配置した。また従来、車両甲板外舷上部にあった通風採光用の開口部は廃止され、船橋楼甲板船尾両舷の救命艇ボートダビットには、ブレーキを外すだけで救命艇が自重で舷外に振り出される重力型ボートダビットが採用された。
船体を横方向に区切る隔壁は、従来は船底から車両甲板までであった船首隔壁を船橋楼甲板まで延ばし、車両甲板下の水密区画も、前後長最大のボイラー室を前後に分割する水密隔壁を1枚増設して、水密隔壁9枚、水密区画10区画とした。従来から、ボイラー室、機械室、車軸室、操舵機室の間の3枚の水密隔壁には交通用の開口が設けられており、非常時にはこれらを閉鎖する手動式水密辷戸（すべりど）が設置されていたが、増設された前後部ボイラー室間の水密隔壁にも水密辷戸が設置され、計4ヵ所となった。この開閉を手動式から操舵室からも遠隔操作で開閉可能な電動式に改められたが、1955年（昭和30年）5月11日に発生した紫雲丸事件を受け、機械室の前後（後部ボイラー室と車軸室）の隔壁には発電機停止による交流電源喪失時にも、蓄電池で駆動できる直流電動機直接駆動方式水密辷戸が設置され、残る2ヵ所は檜山丸型と同じ交流電動機直接駆動方式水密辷戸が設置された。
車両甲板面の水密性向上のため、車両甲板の石炭積込口を含む機関室への開口部の敷居の高さを61cm以上に嵩上げのうえ、鋼製の防水蓋や防水扉を設置し、車両甲板から機関室への通風口も閉鎖して電動通風とし、発電機も250kVA　2台に増強のうえ、容易に水没しないよう機械室中段に設置した。車両甲板船尾側面には放水口が設置され、船尾扉はなく、入渠甲板も設置されなかった。
同時期、ほぼ同様の修復工事を受けた十勝丸（初代）と同じく、操舵室を含む甲板室前面は各層とも前方に丸みを持たせ、一層ごと後退する形とし、船体塗装でも外舷上部も白く塗装されたため、檜山丸型を4本煙突にしたような印象となった。車両積載数はワム46両のままで、1956年（昭和31年）4月1日 再就航した。なお、船尾損傷の激しかった十勝丸（初代）では2枚舵で修復されたが、日高丸では1枚舵のままで、汽動式の操舵機が引き続き使用された。日高丸（初代）は十勝丸（初代）とともに、津軽丸型7隻就航後の、青函連絡船最盛期まで運航され、1969年（昭和44年）9月20日終航となった。

## 沿革

### 北見丸
- 1946年（昭和21年）9月14日 - 起工（浦賀船渠）
- 1948年（昭和23年）
  - 1月31日 - 竣工
  - 2月27日 - 就航
- 1954年（昭和29年）
  - 9月26日

15時17分 - 94便として函館第3岸壁15時20分発のところ、青森までの運航は困難と判断し一時避泊のため貨車46両積載で離岸
15時30分 - 防波堤外に錨泊
21時15分 - 走錨と車両甲板、機関室への浸水はなはだしく、錨泊を断念し踟蹰開始
22時30分 - ボイラー焚火不能、蒸気圧低下、主機停止、その直後積載車両横転し、右舷へ転覆、沈没。葛登支岬沖2.9km、水深約50メートルの地点、乗組員76名中70名が死亡[14][15][16]
  - 11月10日 - 船体浮揚作業を開始[31]
- 1956年（昭和31年）8月16日 - 浮揚作業完了[32]、船体損傷激しく再使用断念[30]
- 1960年（昭和35年）4月12日 - 浮揚した船体を宮坂商店に売却[41]、その後解体

### 日高丸（初代）
- 1947年（昭和22年）2月22日 - 起工（浦賀船渠）
- 1948年（昭和23年）
  - 9月30日 - 竣工
  - 10月22日 - 就航
- 1954年（昭和29年）
  - 9月26日

11時20分 - 81便として貨車43両積載し青森第3岸壁を出航
16時33分 - 函館第4岸壁着岸予定のところ東風強く着岸断念し、有川埠頭沖の防波堤内に錨泊
19時30分 - 強風のため機関運転し船位維持
21時58分 - 防波堤内での走錨と混雑のため防波堤外へ出た
22時10分 - 車両甲板船尾開口部より大量の海水浸入あり、それが機関室へも流入
22時25分 - 防波堤外に錨泊
23時35分 - 錨鎖切断完了、既に機関停止状態となっていた
23時43分 - 全員退船命令が発せられ、積載車両右舷側へ転倒とともに右舷へ転覆、沈没、函館港西防波堤灯台より真方位264度1530m、水深20mの地点、乗組員76名中56名が死亡[19][10][20]
  - 11月15日 - 船体浮揚作業を開始[42]、車両甲板より上は全て失われていた
- 1955年（昭和30年）
  - 7月30日 - 浮揚作業完了[33]
  - 8月26日 - 修復工事着工（函館ドック）
- 1956年（昭和31年）
  - 3月31日 - 車両甲板より上を新造し、車両甲板には放水口設置、修復工事竣工。総トン数3061.56トン　積載車両数ワム46両
  - 4月1日 - 11時50分より14時27分まで函館第3岸壁可動橋接合試験、20時20分より函館第4岸壁可動橋接合試験の後21時30分発の遅れ94便で再就航[43]
  - 4月2日 - 1時50分青森港外錨泊、7時43分青森第3岸壁着可動橋接合試験、9時05分離岸し10時30分青森第2岸壁着可動橋接合試験、12時05分発　函館第3岸壁16時25分着の93便で函館帰着[44]
- 1958年（昭和33年）2月 - ストーカー装備（函館ドック）[45][46]
- 1962年（昭和37年）3月 - ボイラー換装（函館ドック）[47]
- 1965年（昭和40年）8月16日 - 水中傘曳航予備試験、速力10ノットで直径60cmの水中傘5個とドラム缶1個を曳航し、抵抗は4.4トン[48]
- 1969年（昭和44年）9月20日 – 青森第3岸壁10時10分発　函館第3岸壁14時40分着の8059便で終航[49]
- 1970年（昭和45年）2月18日 - 共和商会に売却[50]

## 北見丸・日高丸（初代）　一覧表
|                   | 北見丸                                     | 北見丸                                     | 北見丸                                     | 日高丸（初代）                             | 日高丸（初代）                             | 日高丸（初代）                             |
| 概歴              | 概歴                                       | 概歴                                       | 概歴                                       | 概歴                                       | 概歴                                       | 概歴                                       |
| ----------------- | ------------------------------------------ | ------------------------------------------ | ------------------------------------------ | ------------------------------------------ | ------------------------------------------ | ------------------------------------------ |
| 建造所            | 浦賀船渠                                   | 浦賀船渠                                   | 浦賀船渠                                   | 浦賀船渠                                   | 浦賀船渠                                   | 浦賀船渠                                   |
| 起工              | 1946（昭和21）年9月14日                    | 1946（昭和21）年9月14日                    | 1946（昭和21）年9月14日                    | 1947（昭和22）年2月22日                    | 1947（昭和22）年2月22日                    | 1947（昭和22）年2月22日                    |
| 進水              | 1947（昭和22）年5月2日                     | 1947（昭和22）年5月2日                     | 1947（昭和22）年5月2日                     | 1948（昭和23）年3月10日                    | 1948（昭和23）年3月10日                    | 1948（昭和23）年3月10日                    |
| 竣工              | 1948（昭和23）年1月31日                    | 1948（昭和23）年1月31日                    | 1948（昭和23）年1月31日                    | 1948（昭和23）年9月30日                    | 1948（昭和23）年9月30日                    | 1948（昭和23）年9月30日                    |
| 就航              | 1948（昭和23）年2月27日                    | 1948（昭和23）年2月27日                    | 1948（昭和23）年2月27日                    | 1948（昭和23）年10月22日                   | 1948（昭和23）年10月22日                   | 1948（昭和23）年10月22日                   |
| 終航              | 1954（昭和29）年9月26日                    | 1954（昭和29）年9月26日                    | 1954（昭和29）年9月26日                    | 1969（昭和44）年9月20日                    | 1969（昭和44）年9月20日                    | 1969（昭和44）年9月20日                    |
| 要目（新造時）    |                                            |                                            |                                            |                                            |                                            |                                            |
| 船種              | 車両渡船                                   | 車両渡船                                   | 車両渡船                                   | 車両渡船                                   | 車両渡船                                   | 車両渡船                                   |
| 総トン数          | 2928.10トン                                | 2928.10トン                                | 2928.10トン                                | 2932.01トン                                | 2932.01トン                                | 2932.01トン                                |
| 全長              | 118.01m                                    | 118.01m                                    | 118.01m                                    | 118.01m                                    | 118.01m                                    | 118.01m                                    |
| 垂線間長          | 113.20m                                    | 113.20m                                    | 113.20m                                    | 113.20m                                    | 113.20m                                    | 113.20m                                    |
| 幅（型）          | 15.85m                                     | 15.85m                                     | 15.85m                                     | 15.85m                                     | 15.85m                                     | 15.85m                                     |
| 深さ（型）        | 6.80m                                      | 6.80m                                      | 6.80m                                      | 6.80m                                      | 6.80m                                      | 6.80m                                      |
| 満載喫水          | 5.00m                                      | 5.00m                                      | 5.00m                                      | 5.00m                                      | 5.00m                                      | 5.00m                                      |
| ボイラー （台数） | 乾燃室円缶（6）                            | 乾燃室円缶（6）                            | 乾燃室円缶（6）                            | 乾燃室円缶（6）                            | 乾燃室円缶（6）                            | 乾燃室円缶（6）                            |
| 主機械 （台数）   | 日立製作所製2段減速歯車付衝動タービン（2） | 日立製作所製2段減速歯車付衝動タービン（2） | 日立製作所製2段減速歯車付衝動タービン（2） | 日立製作所製2段減速歯車付衝動タービン（2） | 日立製作所製2段減速歯車付衝動タービン（2） | 日立製作所製2段減速歯車付衝動タービン（2） |
| 公試最大出力      | 6,005軸馬力                                | 6,005軸馬力                                | 6,005軸馬力                                | 6,035軸馬力                                | 6,035軸馬力                                | 6,035軸馬力                                |
| 定格出力          | 2,250軸馬力×2                              | 2,250軸馬力×2                              | 2,250軸馬力×2                              | 2,250軸馬力×2                              | 2,250軸馬力×2                              | 2,250軸馬力×2                              |
| 公試最大速力      | 17.82ノット                                | 17.82ノット                                | 17.82ノット                                | 17.52ノット                                | 17.52ノット                                | 17.52ノット                                |
| 航海速力          | 14.5ノット                                 | 14.5ノット                                 | 14.5ノット                                 | 14.5ノット                                 | 14.5ノット                                 | 14.5ノット                                 |
| 乗員              | 97名                                       | 97名                                       | 97名                                       | 92名                                       | 92名                                       | 92名                                       |
| 貨車積載数        | ワム換算44両                               | ワム換算44両                               | ワム換算44両                               | ワム換算44両                               | ワム換算44両                               | ワム換算44両                               |
| 船名符字          | JQGY                                       | JQGY                                       | JQGY                                       | JQLY                                       | JQLY                                       | JQLY                                       |
|                   | 北見丸                                     | 北見丸                                     | 北見丸                                     | 日高丸（初代）                             | 日高丸（初代）                             | 日高丸（初代）                             |